# Leionotus ziziae
Leionotus ziziae är en stekelart som beskrevs av Roberts 1928. Leionotus ziziae ingår i släktet Leionotus och familjen Eumenidae. Inga underarter finns listade i Catalogue of Life.